# Basse-Pointe
Basse-Pointe là một xã thuộc tỉnh hải ngoại Martinique.
Dân số năm 2007 là 3926 người. Xã có diện tích 27,95 km2.